# Suối Ea Sa
Suối Ea Sa là một con suối đổ ra Sông Cái Ninh Hoà. Suối Ea Sa chảy qua các tỉnh Đắk Lắk, Khánh Hoà.
Suối Ea Sa có chiều dài 14 km và diện tích lưu vực là 38 km².